# Checotah, Oklahoma
Checotah, Oklahoma (енгл. Checotah) град је у америчкој савезној држави Оклахома.

## Демографија
По попису из 2010. године број становника је 3.335, што је 146 (-4,2%) становника мање него 2000. године.
| Група             | 2000.         | 2010.         |
| Белци             | 2.343 (67,3%) | 2.087 (62,6%) |
| Афроамериканци    | 241 (6,9%)    | 197 (5,9%)    |
| Азијати           | 8 (0,2%)      | 32 (1,0%)     |
| Хиспаноамериканци | 45 (1,3%)     | 69 (2,1%)     |
| Укупно            | 3.481         | 3.335         |